# Harry und sein Kammerdiener
Harry und sein Kammerdiener (Originaltitel: Harry og kammertjeneren) ist eine dänische Filmkomödie von 1961 unter der Regie von Bent Christensen. Er wurde für den Oscar als bester fremdsprachiger Film nominiert. Er wurde auch bei den Filmfestspielen von Cannes 1962 gezeigt.

## Handlung
Der Film erzählt die herzerwärmende Geschichte des armen alten Harry, der eine Summe Geld erbt und damit einen Diener anstellt. Dieser Diener ist der Gemeinschaft, der Harry angehört, zunächst fremd, findet aber schließlich Gefallen an ihr und beschließt zu bleiben.

## Produktion
Gedreht wurde bei Peer Guldbrandsen in den Novaris Studios in Risby bei Herstedvester.
Bent Christensen kaufte die Idee für den Film von einem holländischen Kollegen für 2500 DKK, bekam aber erst ein Drehbuch daraus, als er sich mit Leif Panduro verbündete. Es war Panduros erste Arbeit als Drehbuchautor. Die Zusammenarbeit mit Bent Christensen in den folgenden Jahren bedeutete eine Erneuerung der dänischen Volkskomödie. Kein Produzent interessierte sich für Bent Christensens Projekt, so dass er selbst Kapital aufbringen musste, so wie die Schauspieler ihre Gagen beisteuerten. Es kam bei den Kritikern sehr gut an und war auch finanziell ein Erfolg. So konnte sich Christensen als wichtiger Produzent etablieren und anderen neuen Regisseuren auf ihrem Weg helfen. Der Film erhielt einen Bodil als bester dänischer Film des Jahres, und Henning Moritens Nebenrolle als "Prinz Igor" erhielt ebenfalls einen Bodil. Der Film verkaufte sich auch im Ausland gut, gewann mehrere Preise. 1995 inszenierte Steen Springborg die Geschichte am Theater von Nørrebro als Musical in seiner eigenen Adaption und mit Musik von Bent Fabricius-Bjerre.
Bent Christensens Budget für Harry und den Kammerherrn veranlasste ihn, einen flehenden Brief an Osvald Helmuth zu schreiben, in dem er erklärte, wie viel es ihm bedeutete, dass Osvald die Rolle des Harry spielen würde. Leider konnte er nicht mehr als 30.000 DKK bieten. Osvald Helmuth gefiel diese Rolle, also nahm er an und spielte daher die Rolle des Harry für ein Honorar von 30.000 DKK.

## Remake
2005 gab es Gerüchte über ein amerikanisches Remake des dänischen Klassikers unter der Regie von Steve Bing und mit Anthony Hopkins und Morgan Freeman in den Hauptrollen. Damian F. Slattery schrieb das Drehbuch. 2013 gab es erneut Gerüchte über ein amerikanisches Remake, diesmal mit Samuel L. Jackson und Michael Caine in den Hauptrollen. Die Dreharbeiten sollen im Frühjahr 2014 beginnen, Regie führt George C. Wolfe.

## Auszeichnungen
| Auszeichnung                              | Jahr | Kategorie                   | Empfänger                    | Resultat  |
| ----------------------------------------- | ---- | --------------------------- | ---------------------------- | --------- |
| Oscar                                     | 1962 | Bester fremdsprachiger Film | Harry und sein Kammerdiener  | Nominiert |
| Bodil Awards                              | 1962 | Bester Film                 | Bent Christensen (Regisseur) | Gewonnen  |
| Bodil Awards                              | 1962 | Bester Nebendarsteller      | Henning Moritzen             | Gewonnen  |
| Internationale Filmfestspiele von Cannes  | 1962 | Goldene Palme               | Bent Christensen             | Nominiert |
| Internationales Filmfestival Karlovy Vary | 1962 | Bester Film                 | Bent Christensen (Regisseur) | Nominiert |